# レッドブル・ボックスカート・レース

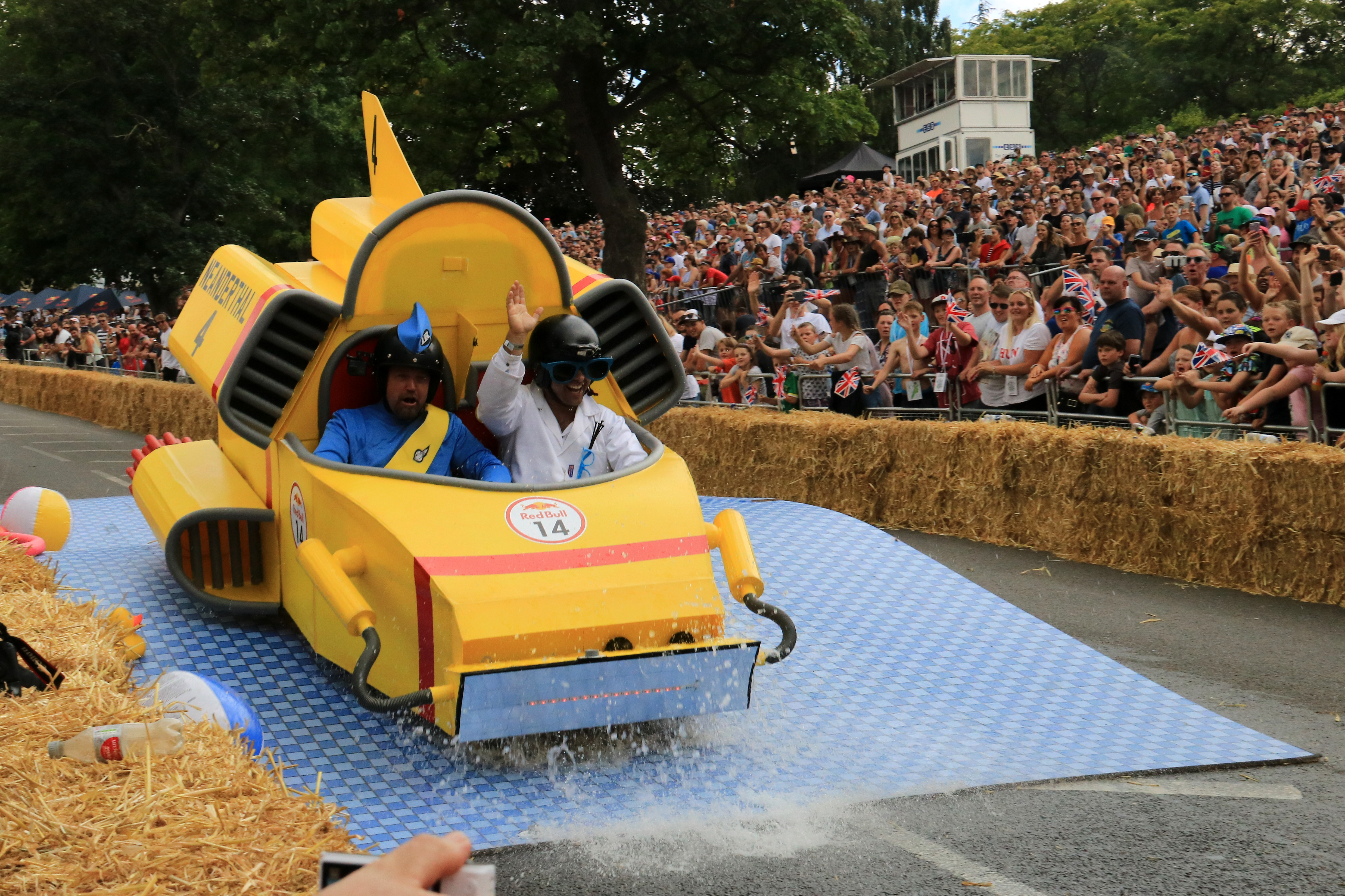
2017年ロンドン大会の参加者。

レッドブル・ボックスカート・レース(Red Bull Box Cart Race)、 または、レッドブル・ソープボックス・レース(Red Bull Soapbox Race)は、レッドブルが主催するソープボックスカートレース大会である。
2000年にベルギーで第1回大会が開催されて以降、世界中で100回以上の大会が開催されている。

## 概要
大会で使用されるボックスカート(Box Cart)、 または、ソープボックス(Soapbox)は、動力を持たない装輪車両で、スタート時に手で押した後は重力によって坂道コースを進み、カーブやジャンプ台などの障害をクリアしながらゴールに向かう、というものである。
レッドブル・ボックスカート・レースでは、ゴールまでのタイムのほか、各参加者の自作となるボックスカートの独創性、および参加者のパフォーマンス性も採点対象となる。
使用するボックスカートについてはサイズ・重量等に規定がある他、有効に機能するブレーキとステアリング（ハンドル）の装備が義務付けられている。
コースは、開催地により異なるが、多くは長さ300メートルから800メートル程度の傾斜路である。

## 歴史
2000年4月30日にベルギーのブリュッセルで最初の大会が行われ、ヨーロッパ以外の国で最初に開催されたのは2003年3月30日のニュージーランド・オークランドでの大会である。
2004年には南アフリカ共和国を含む4カ国で大会が開催され、2006年にはアメリカ合衆国で最初となるミズーリ州セントルイスでの大会が開催されている。
2009年には、日本で初めてとなる東京都港区お台場での大会が開催された。この後、2012年には江戸川区葛西臨海公園、2017年には港区赤坂、2019年にはよみうりランドでの大会が開催された。
2022年には、関東（東京）以外では初となる大阪大会（Red Bull Box Cart Race Osaka 2022）が大阪府吹田市の万博記念公園で開催された。。